# نبیه صالح
نبیه صالح (به عربی: جزيرة النبيه صالح) یک منطقه مسکونی در بحرین است که در شمالیه واقع شده‌است.